# Elsa Blöcher
Elsa Blöcher (* 1. Oktober 1900 in Wallau (Lahn); † 2. Juni 1995 ebenda) war eine deutsche Lehrerin, Historikerin und Buchautorin.

## Leben
Elsa Blöcher wurde als dritte Tochter des Modelleurs (Modellbau für Gießereien) Ludwig Blöcher geboren. Er war auf der Ludwigshütte beschäftigt. Ab 1907 besuchte sie die Volksschule in Wallau, anschließend bis 1915 die Selekta der Stadtschule in Biedenkopf. 1921 machte sie am Oberlyzeum in Kassel das Abitur und erlangte anschließend durch den Besuch einer einjährigen Seminarklasse die Lehrberechtigung für mittlere und höhere Mädchenschulen. Nach einer dreijährigen Tätigkeit als Hauslehrerin nahm sie 1925 in Frankfurt das Studium der Fächer Geschichte, Deutsch und Geographie auf. 1926 wechselte sie an die Philipps-Universität Marburg, wo sie 1931 mit der Arbeit Salinen und Salzhandel in der Wetterau, mit bes. Berücks. von Nauheim im 17. u. 18. Jh zum Dr. phil. promoviert wurde.
Nach Unterrichtstätigkeiten in Frankfurt am Main, an der Elisabethschule Marburg bis zu den Herbstferien 1935 und in Wiesbaden kehrte sie 1940 in ihr Elternhaus nach Wallau zurück und trat eine Stelle als Studienassessorin an der „Staatlichen Oberschule für Jungen“ in Biedenkopf an, an der sie bis zu ihrer Pensionierung, zuletzt als Studiendirektorin und stellvertretende Schulleiterin der Lahntalschule, tätig war.
Nach dem Zweiten Weltkrieg engagierte sie sich der Erforschung der Geschichte des Hessischen Hinterlandes, wurde 1948 Vorstandsmitglied und 1953 Vorsitzende des Hinterländer Geschichtsvereines (bis 1985) und damit Herausgeberin der Hinterländer Geschichtsblätter sowie 1968 zweite Vorsitzende des Vereins für hessische Geschichte und Landeskunde. In den fünfziger Jahren begann sie, Aufsätze und Bücher zur Landesgeschichte zu veröffentlichen.

## Ehrungen und Ehrenämter
- 1953: Ernennung zur ehrenamtlichen Kreispflegerin für kulturgeschichtliche Bodenaltertümer des Kreises Biedenkopf durch den Regierungspräsidenten in Wiesbaden
- 1963: Berufung in die Historische Kommission für Hessen
- 1970: Ehrenplakette des Landkreises Biedenkopf
- 1973: Ehrenbrief des Landes Hessen
- 1975: Ehrenkassette des Landkreises Marburg-Biedenkopf
- 1976: Verdienstkreuz am Bande des Verdienstordens der Bundesrepublik Deutschland
- 1978: Ehrenmitglied des Vereins für hessische Geschichte und Landeskunde
- 1983: Goldene Ehrennadel des Vereins für hessische Geschichte und Landeskunde
- 1985: Ehrenvorsitzende des Hinterländer Geschichtsvereins
- 1988: Otto-Ubbelohde-Preis des Landkreises Marburg-Biedenkopf
- 1994: Ehrenplakette des Hinterländer Geschichtsvereins

## Werke
- Salinen und Salzhandel in der Wetterau, mit bes. Berücks. von Nauheim im 17. u. 18. Jh. Gießen 1931, DNB 571836666 (Dissertation).
- Das Hinterland, Ein Heimatbuch. Stephani, Biedenkopf 1981, DNB 820377600 (Erstausgabe:  1953).
- Nachruf Reinhold Fuhr. In: Zeitschrift für hessische Geschichte und Landeskunde (ZHG). Band 64, 1953, S. 156.
- Zur Geschichte von Biedenkopf, Festbuch zur 700-Jahr-Feier der Stadt Biedenkopf. Biedenkopf 1954.
- Aus der Geschichte des Hinterlandes. In: Hessen – Mensch und Raum – Der Landkreis Biedenkopf. 1965.
- Ludwig Blöcher – Modelleur beim Hessen-Nassauischen Hüttenverein. In: Seib, Gerhard (Hrsg.): Studien zum künstlerischen Eisenguß. Marburg 1970, DNB 540031887.
- Der Zimmermann im Hinterland und seine Balkeninschriften. In: Hessische Forschungen zur geschichtlichen Landes- und Volkskunde. Heft 11. Neumeister, Kassel 1975, ISBN 3-925333-06-1.
- Das Stadtbuch von Biedenkopf 1324–1530. In: Zeitschrift für hessische Geschichte und Landeskunde (ZHG). Band 85, 1975, S. 25–88.
- Biedenkopf in alten Ansichten. Europäische Bibliothek, Zaltbommel/Niederlande 1976.
- Kennt ihr sie noch … die von Biedenkopf. Europäische Bibliothek, Zaltbommel/Niederlande 1983, ISBN 90-288-2425-1.
- Beiträge zur Geschichte des Hinterlandes: gesammelte Aufsätze. Hrsg.: Hinterländer Geschichtsverein. Stephani, Biedenkopf 1985, DNB 551358521 (2 Bände).